# 도미야마 히데아키
도미야마 히데아키(일본어: 富山 英明, 1957년 11월 16일~)는 일본의 레슬링 선수, 지도자이다. 1984년 하계 올림픽 자유형 밴텀급에서 금메달을 획득했으며, 세계 선수권 대회에서 금메달 2개, 은메달 2개, 동메달 1개를 획득했다.
은퇴 후에는 모교인 니혼 대학 레슬링부 감독을 맡고 있다. 또한 일본 레슬링 국가대표팀 감독을 역임했으며, 2004년 하계 올림픽 당시 일본팀 감독을 맡았다. 